# Ökengundi
Ökengundi (Ctenodactylus vali) är en däggdjursart som beskrevs av Thomas 1902. Ctenodactylus vali ingår i släktet Ctenodactylus och familjen kamfingerråttor. IUCN kategoriserar arten globalt som otillräckligt studerad. Inga underarter finns listade.

## Utseende
Arten blir 125 till 185 mm lång (huvud och bål) och har en 27 till 43 mm lång svans. Den väger 90 till 180 g. Ökengundi påminner om ett litet marsvin med små ögon. Den täta och mjuka pälsen har på ovansidan en blek brunaktig färg med grå underull. Undersidan är gul- till gråaktig. Gnagarens svarta näsa är naken och är utrustad med långa svarta morrhår. Vid kanterna av de avplattade öronen finns korta ljusgråa styva hår. Liksom andra arter av samma familj har ökengundi styva hår på bakfötterna som bildar en kam. Den korta svansen är ofta gömd i bålens päls.

## Utbredning och habitat
Denna gnagare förekommer i två från varandra skilda utbredningsområden i nordöstra Algeriet och angränsande Marocko respektive i nordöstra Libyen. I Libyen vistas den på ett 1000 meter högt högplatå. Habitatet utgörs av klippiga områden och öknar.

## Ekologi
Individerna är aktiva på morgonen och på eftermiddagen. Under dagens hetaste timmar och under natten vilar de i bergssprickor. Födan utgörs av gräs, örter och kanske andra växtdelar. Individerna lever utanför parningstiden ensamma vad som skiljer ökengundi från nordafrikansk gundi. Parningstiden börjar under hösten. Flera hanar försöker para sig med en hona men bara en blir vald. Hos ökengundi förekommer två kullar per år, en mellan januari och mars och den andra i april eller maj. Dräktigheten varar cirka två månader och per kull föds en till tre ungar, oftast tvillingar. Ungarna diar sin mor en till två månader och blir könsmogna sju till nio månader efter födelsen.
I fångenskap lever en hona och upp till tre hanar utan problem tillsammans. Hanarna etablerar en hierarki. Om ytterligare en individ tillfogas så blir den dödad.
Ökengundins naturliga fiender är rävar, guldschakal (Canis aureus), rovfåglar och större ormar.